# Großer Preis von Belgien 2000
Der Große Preis von Belgien 2000 (offiziell LVIII Foster's Belgian Grand Prix) fand am 27. August auf dem Circuit de Spa-Francorchamps in Spa statt und war das 13. Rennen der Formel-1-Weltmeisterschaft 2000.

## Berichte

### Hintergrund
Nach dem Großen Preis von Ungarn führte Mika Häkkinen in der Fahrerwertung mit zwei Punkten vor Michael Schumacher und mit sechs Punkten vor David Coulthard. In der Konstrukteurswertung führte McLaren-Mercedes mit einem Punkt vor Ferrari und mit 88 Punkten vor Williams-BMW.
Mit Michael Schumacher (viermal) und Coulthard (einmal) traten zwei ehemalige Sieger zu diesem Grand Prix an.

### Training

#### Freitagstraining
Im ersten freien Training am Freitag erzielte Coulthard die schnellste Rundenzeit vor Häkkinen und Johnny Herbert.

#### Samstagstraining
Im Samstagstraining übernahm sein Teamkollege Häkkinen die Führungsposition vor Jenson Button und Jarno Trulli.

### Qualifying
Nach der Enttäuschung in Ungarn, wo die Ferrari deutlich langsamer als die McLaren von Häkkinen und Coulthard gewesen waren, brauchte die Scuderia unbedingt einen Sieg. Allerdings bewies Häkkinen im McLaren bereits im Qualifying, dass er der Mann war, den es zu schlagen galt; Trulli platzierte seinen Jordan-Mugen Honda ebenfalls in die Frontreihe und der überraschende Neuling Button wurde Dritter im schnellen Williams-BMW. Michael Schumacher wurde mit Mühe Vierter, auch wenn sein Ferrari mit Häkkinen klar nicht mithalten konnte.

### Warm Up
Auch im Warm Up am Rennsontag erzielte der Finne wieder die schnellste Runde. Zweiter wurde Michael Schumacher vor Button.

### Rennen
Am Sonntag regnete es, die Rennstrecke war durchnässt und die Stewards gezwungen, das Rennen unter dem Safety-Car zu starten. Dies, weil die Start-Ziel-Gerade sehr kurz ist und direkt in eine scharfe Haarnadelkurve („La Source“) führt; dort hatte es in den vergangenen Jahren einige Unfälle gegeben, dazu wurden auch Sicherheitsbedenken beachtet. Es dauerte nicht lange, bis das Safety-Car wieder an die Box fuhr und das Rennen begann. In der Anfangsphase war es noch kein richtiges Rennen. Häkkinen zog in den nassen Bedingungen vorne weg, sein WM-Rivale Michael Schumacher und Coulthard waren im Verkehr gefangen. Jedoch verbesserte sich Michael Schumachers Lage um einiges, als Button und Trulli in La Source kollidierten, damit die Tür für den Deutschen öffneten und er den zweiten Platz übernehmen konnte. Ralf Schumacher im anderen Williams-BMW erbte den dritten Platz.
Die Ideallinie trocknete sich jedoch schnell ab. Die Spitzenfahrer waren nicht darauf vorbereitet, das Risiko auf Trockenreifen zu wechseln einzugehen, aber Jean Alesi im Prost-Peugeot hatte im Wesentlichen nichts zu verlieren und versuchte darum sein Glück. Nach seinem Reifenwechsel war er ganz klar der schnellste Fahrer auf der Strecke, dies war der Auslöser für andere Teams, ihre Fahrer auch hereinzurufen, um das Gleiche zu machen. McLaren machte einen taktischen Fehler, indem sie Häkkinen und Coulthard nicht sofort an die Boxen holten, dies kostete die beiden wertvolle Zeit und erlaubte einem jetzt nun aufdrehenden Michael Schumacher die Lücke zu schließen. Unterdessen hatte Alesis geniale Entscheidung ihm einen 4. Platz nach den Boxenstopps eingebracht.
Diese halb-nassen Bedingungen passten offensichtlich Michael Schumachers nass-abgestimmten Auto mehr denn Häkkinens auf trocken abgestimmten Auto und der Deutsche begann die Lücke zum Finnen zu schließen. Dann drehte sich Häkkinen wegen stehendem Wasser auf der Strecke und erlaubte Michael Schumacher so, die Führung zu übernehmen. In den nächsten paar Runden vergrößerte Michael Schumacher die Lücke auf einen komfortablen Vorsprung. Der ITV-Kommentator und ehemalige Rennfahrer Martin Brundle nahm an, dass Michael Schumachers geschickter Gebrauch einer noch nassen Linie auf der langen Geraden von Raidillon nach Les Combes, um seine Reifen zu kühlen, (und ihre Leistung damit zu maximieren) eine große Rolle spielte, dass er sich so einfach von Häkkinen absetzen konnte. Michael Schumacher legte ungefähr nach halber Distanz der 44 zu fahrenden Runden seinen Boxenstopp ein und füllte genug Treibstoff nach, um das Rennen beenden zu können. Häkkinen fuhr noch eine Weile weiter und machte dann auch seinen letzten Boxenstopp.
Michael Schumacher hatte immer noch einen ausreichenden Vorsprung, aber der nun offenbar schnellere Häkkinen schloss eindeutig zum Ferrari auf. Die Strecke war nun völlig trocken und Häkkinen am aufdrehen. Michael Schumacher hatte seinen Ferrari für nasse Bedingungen eingestellt wegen des Wetters am Morgen und fuhr mit einem recht hohen Flügelabtrieb. Er war besonders auf den geraden Abschnitten langsamer (vor allem durch die Eau Rouge, durch Raidillon und die Kemmel-Gerade entlang bis zu Les Combes). Häkkinen fuhr ein auf trocken abgestimmtes Set-up in Erwartung eines hauptsächlich trockenen Rennens. Dies würde sich noch als entscheidend für den Ausgang des Kampfes erweisen.
In der Endphase des Rennens benutzte Häkkinen seinen Geschwindigkeitsvorteil auf der Geraden zum Besseren und näherte sich Michael Schumacher von der Innenseite her auf der Kemmel-Geraden Richtung Les Combes. In typisch robuster Manier zog Michael Schumacher nach rechts herüber und zwang Häkkinen beinahe auf das Gras bei über 320 km/h. Der Finne zeigte sich unbeeindruckt von diesem Manöver, er musste auch nicht lange auf seine Entschädigung warten denn diese kam in der nächsten Runde (Runde 40) an der genau gleichen Stelle. Als Schumacher gerade Ricardo Zonta überrundete, fuhr dieser links am BAR-Fahrer vorbei, Häkkinen aber nahm die rechte Seite, überholte Zonta und bremste Michael Schumacher in der darauffolgenden Kurve Les Combes aus. Dieses Manöver ist eines der berühmtesten und wird auch als „Jahrhundertmanöver“ bezeichnet. Michael Schumacher fuhr zum Ende sehr gut, konnte aber nichts gegen einen eindeutig schnelleren Häkkinen ausrichten. Auch Ralf Schumacher zeigte eine gute Leistung, indem er Coulthard im zweiten McLaren hinter sich hielt und sich den letzten Podiumsplatz sicherte.
In der Weltmeisterschaft baute Häkkinen seine Führung auf Michael Schumacher und den Rest des Feldes aus. Bei der Konstrukteurswertung führte McLaren die Tabelle mit nun größerem Abstand vor Ferrari an.

## Meldeliste
| Team                           | Nr. | Fahrer                | Chassis         | Motor                 | Reifen |
| ------------------------------ | --- | --------------------- | --------------- | --------------------- | ------ |
| West McLaren Mercedes          | 01  | Mika Häkkinen         | McLaren MP4/15  | Mercedes-Benz 3.0 V10 | B      |
| West McLaren Mercedes          | 02  | David Coulthard       | McLaren MP4/15  | Mercedes-Benz 3.0 V10 | B      |
| Scuderia Ferrari Marlboro      | 03  | Michael Schumacher    | Ferrari F1-2000 | Ferrari 3.0 V10       | B      |
| Scuderia Ferrari Marlboro      | 04  | Rubens Barrichello    | Ferrari F1-2000 | Ferrari 3.0 V10       | B      |
| Benson and Hedges Jordan       | 05  | Heinz-Harald Frentzen | Jordan EJ10B    | Mugen-Honda 3.0 V10   | B      |
| Benson and Hedges Jordan       | 06  | Jarno Trulli          | Jordan EJ10B    | Mugen-Honda 3.0 V10   | B      |
| Jaguar Racing                  | 07  | Eddie Irvine          | Jaguar R1       | Cosworth 3.0 V10      | B      |
| Jaguar Racing                  | 08  | Johnny Herbert        | Jaguar R1       | Cosworth 3.0 V10      | B      |
| BMW Williams F1 Team           | 09  | Ralf Schumacher       | Williams FW22   | BMW 3.0 V10           | B      |
| BMW Williams F1 Team           | 10  | Jenson Button         | Williams FW22   | BMW 3.0 V10           | B      |
| Mild Seven Benetton Playlife   | 11  | Giancarlo Fisichella  | Benetton B200   | Supertec 3.0 V10      | B      |
| Mild Seven Benetton Playlife   | 12  | Alexander Wurz        | Benetton B200   | Supertec 3.0 V10      | B      |
| Gauloises Prost Peugeot        | 14  | Jean Alesi            | Prost AP03      | Peugeot 3.0 V10       | B      |
| Gauloises Prost Peugeot        | 15  | Nick Heidfeld         | Prost AP03      | Peugeot 3.0 V10       | B      |
| Red Bull Sauber Petronas       | 16  | Pedro Diniz           | Sauber C19      | Petronas 3.0 V10      | B      |
| Red Bull Sauber Petronas       | 17  | Mika Salo             | Sauber C19      | Petronas 3.0 V10      | B      |
| Arrows F1 Team                 | 18  | Pedro de la Rosa      | Arrows A21      | Supertec 3.0 V10      | B      |
| Arrows F1 Team                 | 19  | Jos Verstappen        | Arrows A21      | Supertec 3.0 V10      | B      |
| Telefonica Minardi Fondmetal   | 20  | Marc Gené             | Minardi M02     | Fondmetal 3.0 V10     | B      |
| Telefonica Minardi Fondmetal   | 21  | Gastón Mazzacane      | Minardi M02     | Fondmetal 3.0 V10     | B      |
| Lucky Strike Reynard BAR Honda | 22  | Jacques Villeneuve    | BAR 002         | Honda 3.0 V10         | B      |
| Lucky Strike Reynard BAR Honda | 23  | Ricardo Zonta         | BAR 002         | Honda 3.0 V10         | B      |

## Klassifikationen

### Qualifying
| Pos. | Fahrer                | Konstrukteur      | Zeit     | Start |
| ---- | --------------------- | ----------------- | -------- | ----- |
| 01   | Mika Häkkinen         | McLaren-Mercedes  | 1:50,646 | 01    |
| 02   | Jarno Trulli          | Jordan-Mugen      | 1:51,419 | 02    |
| 03   | Jenson Button         | Williams-BMW      | 1:51,444 | 03    |
| 04   | Michael Schumacher    | Ferrari           | 1:51,552 | 04    |
| 05   | David Coulthard       | McLaren-Mercedes  | 1:51,587 | 05    |
| 06   | Ralf Schumacher       | Williams-BMW      | 1:51,743 | 06    |
| 07   | Jacques Villeneuve    | BAR-Honda         | 1:51,799 | 07    |
| 08   | Heinz-Harald Frentzen | Jordan-Mugen      | 1:51,926 | 08    |
| 09   | Johnny Herbert        | Jaguar-Cosworth   | 1:52,242 | 09    |
| 10   | Rubens Barrichello    | Ferrari           | 1:52,444 | 10    |
| 11   | Giancarlo Fisichella  | Benetton-Supertec | 1:52,756 | 11    |
| 12   | Eddie Irvine          | Jaguar-Cosworth   | 1:52,885 | 12    |
| 13   | Ricardo Zonta         | BAR-Honda         | 1:53,002 | 13    |
| 14   | Nick Heidfeld         | Prost-Peugeot     | 1:53,193 | 14    |
| 15   | Pedro Diniz           | Sauber-Petronas   | 1:53,211 | 15    |
| 16   | Pedro de la Rosa      | Arrows-Supertec   | 1:53,237 | 16    |
| 17   | Jean Alesi            | Prost-Peugeot     | 1:53,309 | 17    |
| 18   | Mika Salo             | Sauber-Petronas   | 1:53,357 | 18    |
| 19   | Alexander Wurz        | Benetton-Supertec | 1:53,403 | 19    |
| 20   | Jos Verstappen        | Arrows-Supertec   | 1:53,912 | 20    |
| 21   | Marc Gené             | Minardi-Fondmetal | 1:54,680 | 21    |
| 22   | Gastón Mazzacane      | Minardi-Fondmetal | 1:54,784 | 22    |

### Rennen
| Pos. | Fahrer                | Konstrukteur      | Runden | Stopps | Zeit        | Start | Schnellste Runde |
| ---- | --------------------- | ----------------- | ------ | ------ | ----------- | ----- | ---------------- |
| 01   | Mika Häkkinen         | McLaren-Mercedes  | 44     | 2      | 1:28:14,494 | 01    | 1:54,469 (32.)   |
| 02   | Michael Schumacher    | Ferrari           | 44     | 2      | + 1,104     | 04    | 1:54,252 (18.)   |
| 03   | Ralf Schumacher       | Williams-BMW      | 44     | 2      | + 38,096    | 06    | 1:55,473 (24.)   |
| 04   | David Coulthard       | McLaren-Mercedes  | 44     | 2      | + 43,281    | 05    | 1:54,131 (32.)   |
| 05   | Jenson Button         | Williams-BMW      | 44     | 2      | + 49,914    | 03    | 1:55,425 (33.)   |
| 06   | Heinz-Harald Frentzen | Jordan-Mugen      | 44     | 2      | + 55,984    | 08    | 1:54,966 (33.)   |
| 07   | Jacques Villeneuve    | BAR-Honda         | 44     | 2      | + 1:12,380  | 07    | 1:55,511 (41.)   |
| 08   | Johnny Herbert        | Jaguar-Cosworth   | 44     | 2      | + 1:27,808  | 09    | 1:55,603 (31.)   |
| 09   | Mika Salo             | Sauber-Petronas   | 44     | 3      | + 1:28,670  | 18    | 1:55,110 (30.)   |
| 10   | Eddie Irvine          | Jaguar-Cosworth   | 44     | 2      | + 1:31,555  | 12    | 1:55,603 (42.)   |
| 11   | Pedro Diniz           | Sauber-Petronas   | 44     | 2      | + 1:34,123  | 15    | 1:55,153 (42.)   |
| 12   | Ricardo Zonta         | BAR-Honda         | 43     | 2      | + 1 Runde   | 13    | 1:57,269 (42.)   |
| 13   | Alexander Wurz        | Benetton-Supertec | 43     | 2      | + 1 Runde   | 19    | 1:56,726 (42.)   |
| 14   | Marc Gené             | Minardi-Fondmetal | 43     | 3      | + 1 Runde   | 21    | 1:57,261 (19.)   |
| 15   | Jos Verstappen        | Arrows-Supertec   | 43     | 4      | + 1 Runde   | 20    | 1:57,432 (26.)   |
| 16   | Pedro de la Rosa      | Arrows-Supertec   | 42     | 4      | + 2 Runden  | 16    | 1:56,770 (29.)   |
| 17   | Gastón Mazzacane      | Minardi-Fondmetal | 42     | 2      | + 2 Runden  | 22    | 1:57,263 (34.)   |
| –    | Rubens Barrichello    | Ferrari           | 32     | 2      | DNF         | 10    | 1:53,803 (30.)   |
| –    | Jean Alesi            | Prost-Peugeot     | 32     | 3      | DNF         | 17    | 1:55,954 (15.)   |
| –    | Nick Heidfeld         | Prost-Peugeot     | 12     | 1      | DNF         | 14    | 1:58,831 (12.)   |
| –    | Giancarlo Fisichella  | Benetton-Supertec | 8      | 1      | DNF         | 11    | 2:02,148 (08.)   |
| –    | Jarno Trulli          | Jordan-Mugen      | 4      | 0      | DNF         | 02    | 2:07,154 (03.)   |

## WM-Stände nach dem Rennen
Die ersten sechs des Rennens bekamen 10, 6, 4, 3, 2 bzw. 1 Punkt(e).

### Fahrerwertung
| Pos. | Fahrer                | Konstrukteur      | Punkte |
| ---- | --------------------- | ----------------- | ------ |
| 01   | Mika Häkkinen         | McLaren-Mercedes  | 74     |
| 02   | Michael Schumacher    | Ferrari           | 68     |
| 03   | David Coulthard       | McLaren-Mercedes  | 61     |
| 04   | Rubens Barrichello    | Ferrari           | 49     |
| 05   | Ralf Schumacher       | Williams-BMW      | 20     |
| 06   | Giancarlo Fisichella  | Benetton-Supertec | 18     |
| 07   | Jacques Villeneuve    | BAR-Honda         | 11     |
| 08   | Jenson Button         | Williams-BMW      | 10     |
| 09   | Heinz-Harald Frentzen | Jordan-Mugen      | 7      |
| 10   | Jarno Trulli          | Jordan-Mugen      | 6      |
| 11   | Mika Salo             | Sauber-Petronas   | 6      |
| 12   | Eddie Irvine          | Jaguar-Cosworth   | 3      |

| Pos. | Fahrer           | Konstrukteur      | Punkte |
| ---- | ---------------- | ----------------- | ------ |
| 13   | Jos Verstappen   | Arrows-Supertec   | 2      |
| 14   | Pedro de la Rosa | Arrows-Supertec   | 2      |
| 15   | Ricardo Zonta    | BAR-Honda         | 1      |
| 16   | Pedro Diniz      | Sauber-Petronas   | 0      |
| 17   | Alexander Wurz   | Benetton-Supertec | 0      |
| 18   | Johnny Herbert   | Jaguar-Cosworth   | 0      |
| 19   | Marc Gené        | Minardi-Fondmetal | 0      |
| 20   | Nick Heidfeld    | Prost-Peugeot     | 0      |
| 21   | Gastón Mazzacane | Minardi-Fondmetal | 0      |
| 22   | Jean Alesi       | Prost-Peugeot     | 0      |
| 23   | Luciano Burti    | Jaguar-Cosworth   | 0      |

### Konstrukteurswertung
| Pos. | Konstrukteur      | Punkte |
| ---- | ----------------- | ------ |
| 01   | McLaren-Mercedes  | 125    |
| 02   | Ferrari           | 117    |
| 03   | Williams-BMW      | 30     |
| 04   | Benetton-Supertec | 18     |
| 05   | Jordan-Mugen      | 13     |
| 06   | BAR-Honda         | 12     |

| Pos. | Konstrukteur      | Punkte |
| ---- | ----------------- | ------ |
| 07   | Sauber-Petronas   | 6      |
| 08   | Arrows-Supertec   | 4      |
| 09   | Jaguar-Cosworth   | 3      |
| 10   | Minardi-Fondmetal | 0      |
| 11   | Prost-Peugeot     | 0      |

Anmerkungen
1. ↑  Aufgrund eines fehlenden FIA-Siegels an Mika Häkkinens Auto beim Großen Preis von Österreich wurden McLaren-Mercedes nachträglich zehn Konstrukteurspunkte aberkannt.